# サッカーにおけるアシスタントコーチ
サッカーにおけるアシスタントコーチ（英語:Assistant Coach）とは、サッカーにおいて選手を指導するヘッドコーチの補佐をする役職。
通常アシスタントコーチとは、監督を総合的に補佐する役割であり、その内容は上に立つ監督によって様々である。
おおまかに戦術の研究、トレーニングの管理、試合のレポート作成、スタッフの管理など、監督の業務の内容は監督のものと同様であり、一部では、監督の右手のように付きっきりのサポートをする場合もあれば、監督の苦手な面の管理を専門的に行う場合もある。
また、殆どの監督は監督職に就く前に、アシスタント・コーチを経験することが多い。しかしながら、クラレンス・セードルフや、ディエゴ・シメオネのように、アシスタントコーチを経験しない場合も多くあり、逆に、すべてのアシスタントコーチが監督になるわけでも、監督を目指すわけでもない。